# ادل باگرو
ادل باگرو یک سکونتگاه مسکونی در موریتانی است که در hodh ech chargui واقع شده‌است.

## خصوصیات
ادل باگرو ۳۶٬۰۰۷ نفر جمعیت دارد.